# 239645 Shandongas
239645 Shandongas este o planetă minoră (asteroid) din centura de asteroizi. A fost descoperită pe 20 noiembrie 2008 la  de . 
Obiectul prezintă o orbită caracterizată de o semiaxă mare de 3,0843852777647 UAi, o excentricitate de 0,023131392538914, o înclinație de 10,852355722535 ° în raport cu ecliptica.